# Château de Castle Acre
Le château de Castle Acre est un ensemble de défenses médiévales en ruine construites dans le village de Castle Acre, dans le Norfolk. Le château est construit peu après la conquête normande par William de Warenne, comte de Surrey, à l'intersection de la rivière Nar et du Peddars Way. Guillaume construit un château de motte et bailey dans les années 1070, protégé par de grands remparts en terrassement, avec une grande maison de campagne au centre de la motte. Peu de temps après, une petite communauté de moines clunisiens reçoit la chapelle du château située dans la cour extérieure ; sous Guillaume, le deuxième comte, l'ordre reçoit des terres et des domaines pour établir le prieuré de Castle Acre à côté du château. Un parc à cerfs est créé à proximité pour la chasse.
Après que la guerre civile éclate en Angleterre en 1135, le troisième comte, également appelé William, entreprend d'améliorer les défenses du château. Il construit un haut donjon au sommet de la motte, renforçant les terrassements environnants avec des murs en pierre. Un village planifié est établi à côté du château, entouré de ses propres terrassements et murs, et le chemin Peddars est redirigé pour passer par le château, la ville et le prieuré, tous symboles importants du pouvoir des Warennes dans la région. Hamelin de Warenne acquiert le château par mariage et réduit les travaux de construction du donjon vers 1165, mais achève la construction de trois grandes guérites en pierre dans le château et la ville. L'une d'elles, la porte Bailey de la ville, est toujours intacte.
Les de Warennes détiennent le château jusqu'en 1347, date à laquelle il passe à Richard Fitzalan, le comte d'Arundel. En 1397, les fortifications sont en ruines et, malgré les travaux de restauration menés par Edward Coke au début du XVIIe siècle, le déclin se poursuit jusqu'au XXe siècle. En 1971, Thomas Coke, comte de Leicester, place le château sous la tutelle de l'État. Au XXIe siècle, il est géré par English Heritage et ouvert aux visiteurs. Historic England considère les immenses terrassements défensifs du château comme « parmi les plus beaux d'Angleterre ».

## Histoire

### XIesiècle
Le château de Castle Acre est construit par William de Warenne, comte de Surrey, dans le manoir d'Acre dans les années 1070. Guillaume est un seigneur normand qui a accompagné Guillaume le Conquérant dans la conquête de l'Angleterre en 1066 ; il est récompensé par de vastes domaines à travers l'Angleterre. Acre est déjà un centre immobilier anglo-saxon et, au moment de l'invasion, appartient à un homme riche appelé Toki, mais il est rapidement remplacé par Frederick, un seigneur flamand et beau-frère de William. À la mort de Frédéric vers 1070, Guillaume prend le contrôle du manoir, qui fait partie de ses immenses propriétés foncières dans la région.

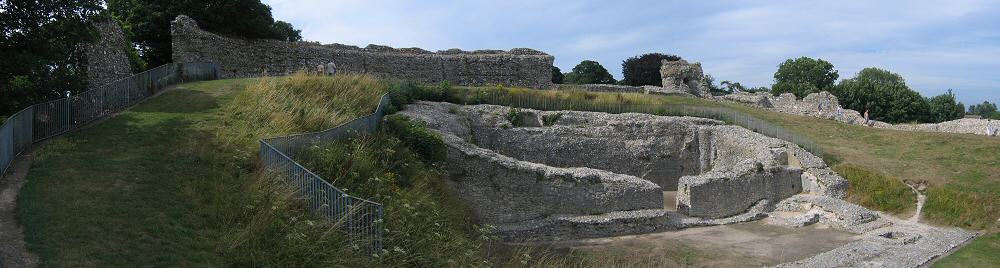
Vestiges du donjon, de la basse-cour et du mur d'enceinte

Le château est stratégiquement situé à l'endroit où la rivière Nar rencontre la Peddars Way, une ancienne voie romaine, au centre des autres domaines de Warenne dans le Norfolk, et a peut-être été construit au-dessus de l'ancienne maison de Toki. Le château a une conception en motte et bailey : ses grandes cours extérieures et intérieures sont protégées par des terrassements et des palissades, et une guérite en pierre est ajoutée à la cour intérieure peu de temps après. Au centre de la cour intérieure se trouve une grande salle double construite en pierre, mais celle-ci n'est pas fortifiée et aurait ressemblé davantage à une maison de campagne qu'à un donjon normand conventionnel. 
Guillaume donne St Mary's, l'ancienne église paroissiale qui est maintenant entourée par la cour extérieure du château, à l'ordre des moines clunisiens, ainsi que 270 acres de terres agricoles. En 1088, une poignée de moines arrivent de Lewes, où Guillaume a également fondé une communauté clunisienne, pour s'installer au château. Le fils de William, le deuxième comte William de Warrene, donne aux moines un terrain plus spacieux à l'ouest du château, probablement en 1090, où ils construisent le prieuré de Castle Acre ; la construction dure beaucoup de temps et le prieuré n'est entièrement achevé que dans les années 1160. Les sites monastiques comme le prieuré auraient conféré à leurs fondateurs et à leurs châteaux associés un prestige considérable. Un parc aux cerfs est construit près de Castle Acre, avec des garennes de lapins d'élevage établies autour de ses bords.

### XIIesiècle

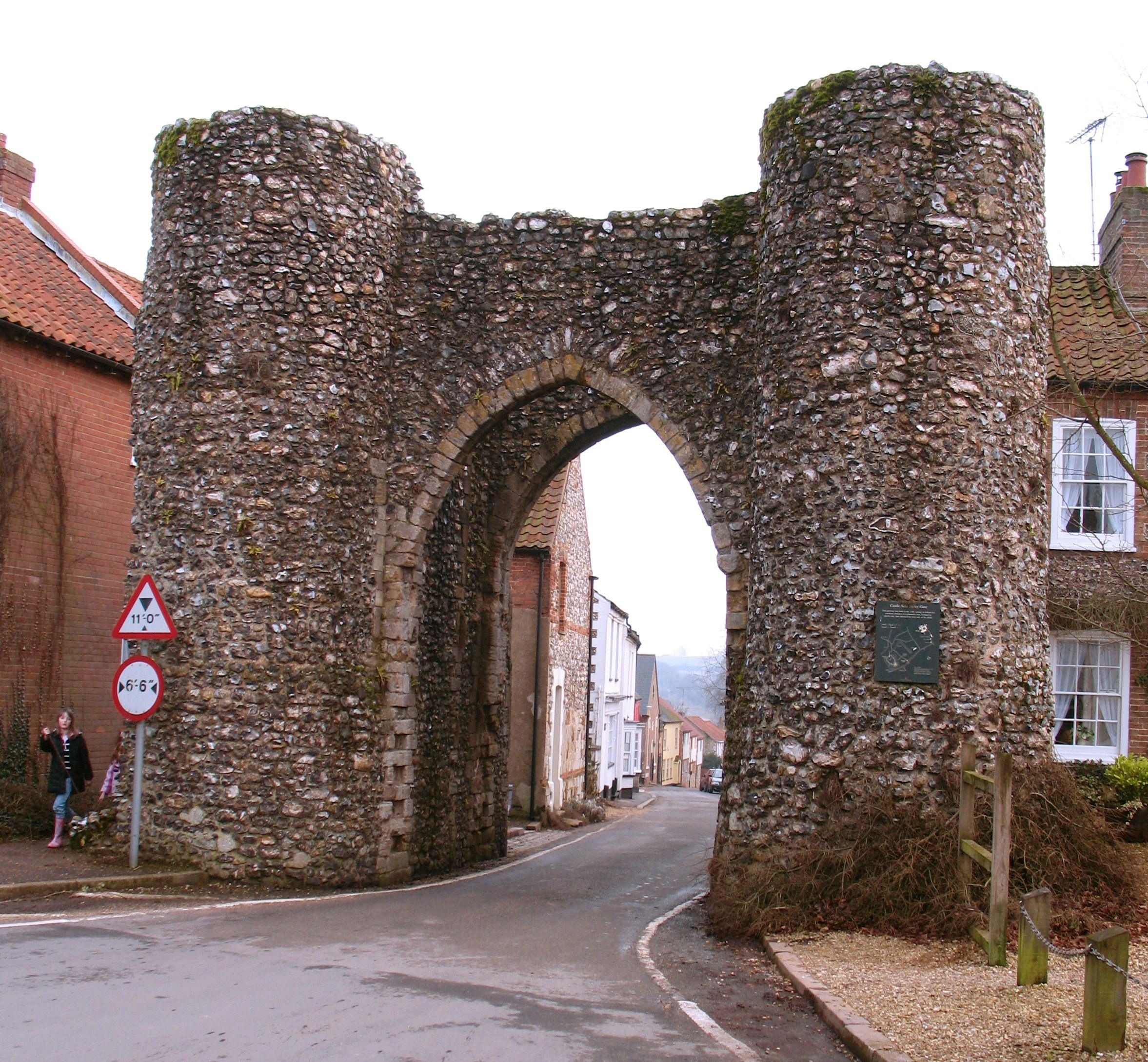
Vue extérieure de la porte Bailey de la ville

Robert Courteheuse, duc de Normandie, envahit l'Angleterre en 1101 avec le soutien de nombreux barons, mais est convaincu d'arrêter sa campagne et de retourner en Normandie après que le roi Henri Ier l'ait acheté avec une rente substantielle. Cependant, William de Warrenne a soutenu le duc pendant sa campagne et se retrouve désormais politiquement exposé. Il est exilé et privé de ses domaines anglais, dont Castle Acre, jusqu'à ce qu'en 1103 le duc parvienne à persuader Henri de permettre à Guillaume de revenir et de récupérer ses terres.
Après 1135, une guerre civile connue sous le nom d'Anarchie éclate entre les partisans du roi Étienne et de l'impératrice Mathilde. Guillaume soutient Étienne, tout comme son fils, le troisième comte Guillaume de Warenne, lorsqu'il hérite du comté en 1138. Il y a des combats dans une grande partie du pays, bien que moins dans le Norfolk, mais William est également confronté à des défis pour sa prééminence dans la région en raison de la puissance croissante des familles d'Albinis et de Vere. En réponse, William rénove le château d'Acre. Vers 1140, les terrassements sont considérablement rehaussés et la double salle est d'abord renforcée, puis commence à être transformée en un très haut donjon carré. Les remparts en bois de la cour intérieure sont remplacés par un mur de pierre, et la hauteur des terrassements autour de la cour extérieure est surélevée et surmontée d'un mur de pierre.
À cette époque, une colonie fortifiée et planifiée est construite à côté du château. La petite communauté n'est pas vraiment une ville à part entière et dépend effectivement du château ; ces colonies sont parfois appelées colonies de burgus ou villes « aux portes du château ». Les historiens Oliver Creighton et Robert Higham suggèrent que les défenses en terre et les murs de pierre de la colonie ressemblent à une « immense cour extérieure » du château, plutôt qu'à un ensemble plus conventionnel de murs de ville. La colonie fortifiée aurait constitué un symbole important de la seigneurie de Guillaume.

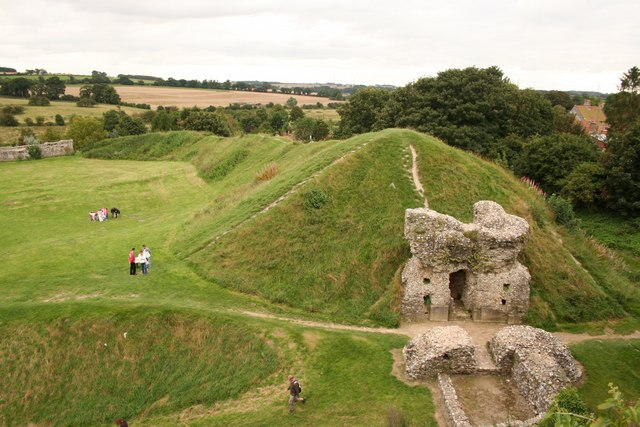
Vestiges de la guérite ouest dans la cour extérieure

Dans le cadre de ces travaux, le Peddars Way est redirigé. Auparavant, il traversait directement les domaines de Warenne, mais il est désormais dévié de sorte que les voyageurs venant du sud doivent quitter la route principale, progresser vers l'ouest autour du prieuré et de l'étang du château, avant d'atteindre l'extrémité sud de la ville fortifiée et la route vers le nord. S'ils avaient l'intention d'entrer dans le château, il leur aurait fallu passer par la porte ouest de la ville, puis par la guérite du château. L'itinéraire est conçu pour mettre en valeur les symboles importants de la seigneurie de Warenne de la région et offrir une vue spectaculaire sur le château.
Guillaume meurt en 1148 alors qu'il participe à la deuxième croisade, laissant le château et les terres à sa fille, Isabelle de Warenne, alors mariée au fils du roi Étienne, Guillaume de Boulogne. En 1153, cependant, Étienne est confronté à une impasse militaire dans la guerre civile et accepte que le fils de Mathilde, le futur Henri II, hérite du trône à sa mort, plutôt que Guillaume de Boulogne. Henry prend le pouvoir l'année suivante et prend le contrôle de divers châteaux à travers l'Angleterre, dont Castle Acre. Henri marie ensuite Isabelle avec son frère illégitime, Hamelin de Warenne, en 1164, qui acquiert le château ainsi que les autres terres de Warrenne. Hamelin modifie le plan du château : la hauteur initiale du donjon est réduite et la moitié sud du bâtiment est démolie. On ne sait pas si même ce bâtiment, moins ambitieux, a jamais été achevé. Hamelin a probablement aussi construit les deux guérites de la ville et la guérite ouest dans la cour extérieure du château.

### XIIIe–XIVesiècles
Le château et la colonie restent principalement détenus par les de Warennes jusqu'en 1347. Le château est fréquenté par la royauté, Henri III visitant le château au moins quatre fois et Édouard Ier y séjournant cinq fois. Le septième comte, John de Warenne, épouse Jeanne de Bar, la nièce d'Édouard II, mais le mariage échoue et il choisit de vivre avec sa maîtresse Maud Nereford. Cette situation conduit à des menaces d'excommunication. En 1316, Jean donne donc Castle Acre à Aymer de Valence, comte de Pembroke et ambassadeur d'Angleterre à Rome, probablement pour l'encourager à présenter une pétition au pape pour annuler le mariage l'année suivante. Jean rachète plus tard le château, mais il meurt en 1347 sans héritier légitime.
Richard Fitzalan, comte d'Arundel, hérite du domaine mais en 1397 le château est en ruines. La colonie environnante reste petite et ne devient jamais un bourg, même si le prieuré prospère.

### XVe–XXIesiècles

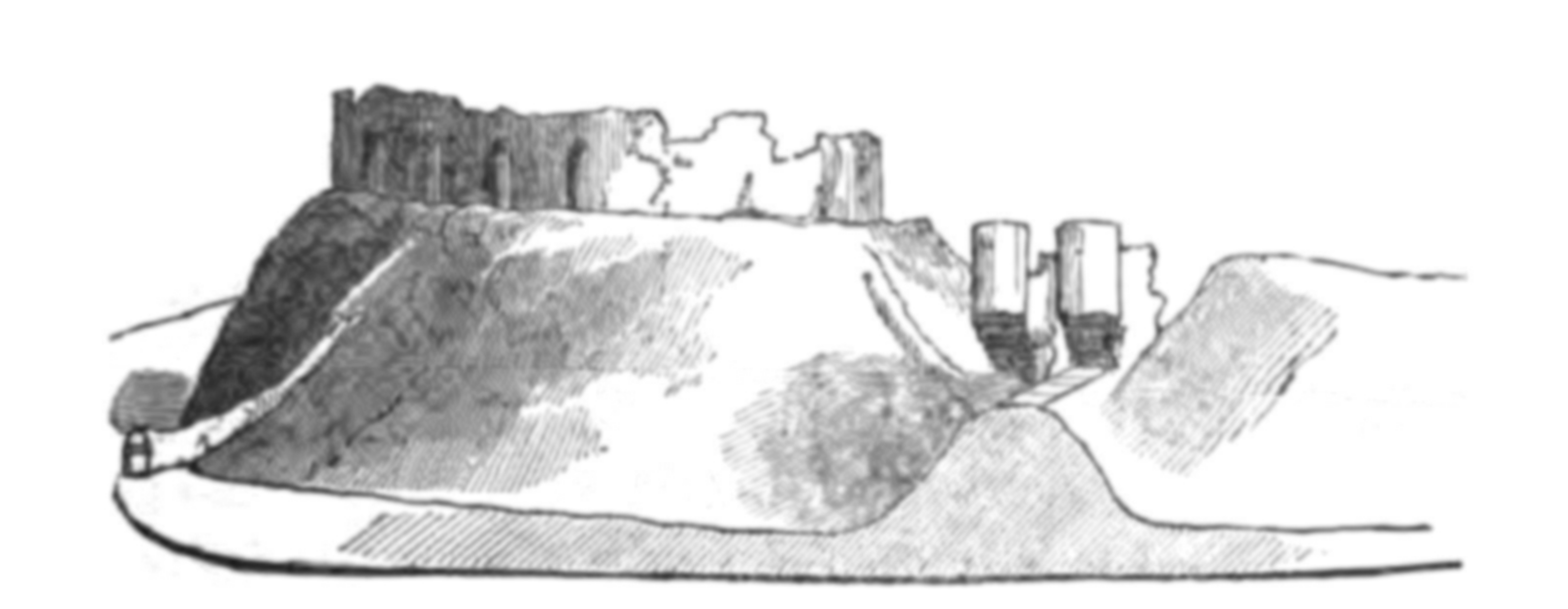
Coupe transversale de la motte du château, réalisée par Thomas Kerrich en 1782, montrant les contreforts en pilastres et les créneaux des murs du bailey, ainsi que la guérite ouest du château. Les murs sont désormais beaucoup plus bas et il ne reste que les fondations de la guérite

Après 1537, Thomas Howard, duc de Norfolk, loue les ruines du château et du prieuré adjacent, fermés lors de la dissolution des monastères. Son petit-fils, Thomas Howard, vend les propriétés au financier Thomas Gresham en 1558, et elles sont à leur tour achetées par Thomas Cecil, comte d'Exeter, puis en 1615 par Edward Coke, un éminent avocat. Edward, qui s'intéresse à l'histoire et souhaite peut-être renforcer ses propres références en tant que nouvel entrant dans l'élite anglaise, effectue des réparations au château pour un coût de 60 £.
Le château est transmis au sein de la famille de Coke, qui obtient le titre de comte de Leicester. Au fil des années, les murs sont dépouillés de leur pierre et le site est utilisé pour le pâturage des animaux ; l'antiquaire Henry Harrod note en 1857 que « chaque maison du quartier possède une partie de la pierre du château... dans ses murs » . Avec la fermeture du prieuré et l'abandon du château, la prospérité de la colonie de Castle Acre décline également. L'intérêt des antiquaires pour les sites s'accroit à partir du XVIIIe siècle et des recherches archéologiques ont lieu dans les années 1850 et 1930, mais les visiteurs sont surtout plus intéressés par les ruines du prieuré que par celles du château.
En 1971, Thomas Coke, cinquième comte de Leicester, place le château sous la tutelle de l'État. D'importantes fouilles archéologiques sont réalisées entre 1972 et 1983, se concentrant sur la cour intérieure. Au XXIe siècle, le château et la porte Bailey sont gérés par English Heritage et ouverts aux visiteurs. Le château et les défenses de la colonie sont protégés en tant que monument ancien classé, et la porte Bailey est en outre protégée en tant que bâtiment classé Grade I.

## Architecture
Le château de Castle Acre comprend trois ouvrages de terrassement principaux : une motte et une cour intérieure au nord, une cour extérieure au sud et une barbacane au nord-est. La colonie médiévale de Castle Acre est reliée au bord ouest du château et entourée de son propre circuit de défenses en terre et de murs. 
La grande cour extérieure du château est de forme rectangulaire et couvre 8000 mètres carrés, entouré de talus de terre et, à l'est et à l'ouest, de profonds fossés. Des fragments de ses murs en pierre du XIIe siècle subsistent par endroits. L'entrée principale du château vient de la ville par le coin nord-ouest de la cour extérieure ; celui-ci est défendue par une guérite en pierre et une herse, dont seules les fondations subsistent aujourd'hui. Deux autres portes du bailey mènent au nord-est dans la barbacane et au sud jusqu'à la rivière Nar. La cour extérieure aurait contenu un hall, une cuisine, un logement et une chapelle, bien que seules des traces de ceux-ci soient aujourd'hui visibles à la surface. L'accès à la barbacane de terrassement est gardé par une porte et un pont. La barbacane est conçue pour protéger le flanc nord-est exposé du château et possède sa propre entrée du côté est.
On accède à la cour intérieure par un pont, à l'origine en bois, reconstruit plus tard en pierre, avant d'être remplacé par la version actuelle en acier au XXe siècle. La cour intérieure comprend un terrassement à peu près circulaire, pouvant atteindre 9,5 mètres de haut, surmonté des restes d'une courtine en pierre et protégé par des fossés, aujourd'hui d'environ 3 mètres de profondeur. Les terrassements forment une motte surélevée, bien qu'ils combinent les caractéristiques d'un anneau circulaire. Les ruines du donjon du XIIe siècle et les fondations de la maison du XIe siècle, construites en moellons de craie, restent visibles et sont entourées d'une grande partie du mur de rempart, constitué de moellons de craie et de Silex.
Il y a des remparts bien conservés le long des côtés ouest et sud, connus sous le nom de Dyke Hills, le fossé survivant mesurant environ 17 mètres de large et 3 mètres de profondeur et la berge 3 mètres de haut. La guérite du Bailey est construite en pierre de silex et défendue par deux tours à tambour et une herse. Elle subsiste en grande partie intacte, bien qu'il soit sans toit. Des parties du mur de pierre de la colonie subsistent à côté de la guérite Bailey et le long des remparts sud.